# دریاچه سیمکو
دریاچه سیمکو (انگلیسی: Lake Simcoe) دریاچه‌ای در انتاریوی جنوبی کشور کانادا است. این دریاچه چهارمین دریاچه بزرگ واقع‌شده در استان انتاریو است.